# Mouton (Charente)
Mouton es una comuna francesa situada en el departamento de Charente, en la región de Nueva Aquitania.

## Demografía
| 283 | 259 | 235 | 212 | 194 | 223 | 221 |
| Para los censos de 1962 a 1999 la población legal corresponde a la población sin duplicidades (Fuente: INSEE [Consultar]) |     |     |     |     |     |     |